# آني راسيل
آني راسيل (بالإنجليزية: Annie Russell)‏ هي ممثلة أمريكية، ولدت في 12 يناير 1864 في ليفربول في المملكة المتحدة، وتوفيت في 16 يناير 1936 في وينتر بارك، فلوريدا في الولايات المتحدة.

## وصلات خارجية
- آني راسيل على موقع قاعدة بيانات برودواي على الإنترنت (الإنجليزية)